# Junpei Yoshimoto
Junpei Yoshimoto (宜本潤平?, Yoshimoto Junpei; ...) è un ex giocatore di football americano giapponese che ha giocato come wide receiver.